# Allan Sherman
Allan Sherman (eredeti neve: Allan Copelon) (Chicago, 1924. november 30. – Los Angeles, 1973. november 20.) Grammy-díjas amerikai színész, énekes, parodista.

## Lemezek
- My Son, the Folk Singer (1962)
- More Folk Songs by Allan Sherman and His Friends (1962)
- My Son, the Celebrity (1963)
- My Son, the Nut (1963)
- Allan in Wonderland (1964)
- Peter and the Commissar (1964)
- For Swingin' Livers Only (1964)
- My Name is Allan (1965)
- Live!! (Hoping You Are The Same) (1966)
- Togetherness (1967)
- Best of Allan Sherman (posztumusz, 1979)
- My Son, The Greatest (posztumusz, 1990)
- My Son, The Box (posztumusz, 2005)

## Filmek
- My Son, The Vampire (1963)
- Fractured Flickers (1 epizód, 1963; sajátmaga)
- The Loner (1 epizód, 1965: Walter Peterson Tetley)
- The Cat in the Hat (1971; narrator hangja)
- Wacky Taxi (1972; az ideges pasas)
- Dr. Seuss on the Loose (1973; (hang)

## Díjak
- 1964: Grammy-díj: Best Comedy Performance